# Specs & Suni
 Der er for få eller ingen kildehenvisninger i denne artikel, hvilket er et problem. Du kan hjælpe ved at angive troværdige kilder til de påstande, som fremføres i artiklen.

Specs & Suni er en electronica/popgruppe fra Danmark.
Gruppen består af Simon Kristiansen (Keyboard, Computer, Produktion) og Jonas Suni (Sang) og blev stiftet i 2008 på fritidsbasis.
De blev samlet op af P3's Karrierekanonen hvilket førte til at de blev blandt de sidste 12 i projektet ud af de 800 deltagende grupper/solister.
| Musikgruppe | Spire Denne artikel om en dansk musikgruppe er en spire som bør udbygges. Du er velkommen til at hjælpe Wikipedia ved at udvide den. |